# Institut des sciences et industries du vivant et de l'environnement
La Institut des sciences et industries du vivant et de l'environnement (Agro ParisTech) è un'università francese, grande école d'Ingegneria istituita nel 2007, situata a Parigi nel campus dell'Università Parigi-Saclay.

## Didattica
Si possono raggiungere i seguenti diplomi: 
- ingénieur Agro ParisTech (Agro ParisTech Graduate ingegnere Master)
- laurea magistrale, master ricerca & doctorat (PhD studi di dottorato)
- laurea specialistica, master specializzati (Mastère MS Spécialisé).

## Centri di ricerca
La ricerca alla Agro ParisTech è organizzata attorno a 8 poli tematici:
- Ecosistemi,
- Cibo,
- Salute,
- Energia,
- Biologia,
- Biotecnologia,
- Agricoltura.